# Leptodactylus longirostris
Leptodactylus longirostris é uma espécie de anfíbio da família Leptodactylidae. Pode ser encontrada na Colômbia, Brasil, Venezuela, Guiana e Suriname.